# Ligue des familles polonaises
La Ligue des familles polonaises (en polonais : Liga Polskich Rodzin, abrégé en LPR) est un parti politique polonais conservateur, fondé en 2001 par Roman Giertych et avec de nombreux éléments d'extrême droite dans le passé,,,,,. L'idéologie originelle du parti était celle du mouvement pour la démocratie nationale dirigé par Roman Dmowski, mais en 2006, son chef Roman Giertych s'est distancié de cet héritage.
Aux élections législatives de 2001 et 2005, le parti obtient 8 % des voix à la Diète, avant de décliner sur le plan électoral.

## Idéologie
La LPR s'appuie sur le nationalisme polonais et la défense des valeurs catholiques. Elle affirme que l’identité nationale polonaise est menacée par l'homosexualité, l'avortement, l’Occident et l’Union européenne. Enfin, la LPR ne cache pas son antisémitisme.

## Histoire
Le fondateur de la LPR est Roman Giertych. Son père, Maciej Giertych est un député du même parti. Son grand-père était également un député de la IIe République, avant la Seconde Guerre mondiale, en tant que membre de Démocratie nationale (Parti national-démocrate (en polonais, Narodowa Demokracja, un parti proche des intérêts de la Russie tsariste. Diplômé de l'université Adam-Mickiewicz de Poznań, il commença par travailler avec des Démocrates nationalistes polonais et certains pensent que ce parti est affilié avec le père Tadeusz Rydzyk, directeur de la radio catholique intégriste Radio Maryja, qui remporte un vif succès parmi les personnes âgées, même si elle est souvent critiquée par les autorités catholiques polonaises. Mais malgré leur proximité idéologique, il est aujourd'hui admis que la LPR n'a pas été fondée par Rydzyk, qui a pris ses distances avec la LPR depuis son entrée au gouvernement. Peu après l'élection de 2001, une scission a provoqué le départ d'un groupe de députés pour fonder un autre parti, Porozumienie Polskie (Cercle Polonais) avec comme dirigeant Jan Lopuszanski. 
En mai 2001, l'organisation de jeunesse d'inspiration nationaliste Młodzież Wszechpolska (la jeunesse de Toute-Pologne ), créée en 1922 puis dissoute après la guerre, est refondée et associée à la Ligue des familles polonaises dont elle représentait officiellement le mouvement de jeunesse.
Début novembre 2002, la Ligue conquiert 800 des 30 000 communes de Pologne.
En juin 2004, la LPR a obtenu 16 % des voix, ce qui a lui a permis d'obtenir 15 des 54 sièges polonais au Parlement européen. Il fait partie, de 2004 à 2009, du groupe Indépendance/Démocratie (IND/DEM) au Parlement européen.
Le 25 septembre 2005, la Ligue remporte près de 8 % des 40 % de suffrages exprimés, et obtient ainsi 34 des 460 sièges à la Diète. Le même jour, elle comptabilise 7 des 100 sièges du Sénat.
La LPR bénéficie de son image d'alternative aux partis « traditionnels » envers lesquels la méfiance des électeurs s’est accrue et peut compter sur le soutien de la Radio Maryja, radio privée d'extrême droite aux millions d’auditeurs.
Lors de l'élection présidentielle de 2005, le 4 septembre, Maciej Giertych renonce à se présenter pour soutenir Lech Kaczyński.
Le 10 novembre 2005 la LPR a voté la confiance à la Diète aux conservateurs du parti Droit et justice pour soutenir le gouvernement de Kazimierz Marcinkiewicz.
Le 5 mai 2006, le gouvernement polonais voit l'entrée en fonction de plusieurs ministres proches de l'extrême-droite : Roman Giertych, dirigeant de la Ligue des familles polonaises, est à la tête de l'Éducation. Ce dernier compte renforcer  dans les manuels scolaires le sentiment de valeur chrétiennes en Pologne, mais se refuse toutefois à intégrer le catéchisme comme matière du "matura", le Baccalauréat polonais.
Le nouveau gouvernement dont fait partie la Ligue, s'applique également à « démarxiser » l'administration polonaise. C'est la continuité de la loi dite « de lustration » votée par le gouvernement de gauche en 1997. Ainsi, le ministère de l'Éducation tenu par Roman Giertych s'est vu fortement purgé par ce dernier. De même, le même sort a été réservé à l'ancien président de la Diète en 2004, et à la ministre des finances, Zyta Gilowska en juin 2006.
Le parti subit un violent désaveux dans les urnes aux législatives de 2007, ne remportant que 1,3 % des voix (– 6,7 %) et perdant l’entièreté de sa représentation parlementaire. Cette effondrement électoral peut s'expliquer par sa participation au pouvoir et par la radicalisation du PIS, qui absorbe son électorat.
La LPR n'est plus active sur l'échiquier politique depuis les élections législatives de 2011. En vue de l'élection présidentielle de 2015, elle apporte son soutien au candidat modéré Adam Jarubas, présenté par le Parti paysan polonais (PSL), qui recueille 1,6 % des suffrages exprimés.

## Personnalités du parti

### Présidents
- Marek Kotlinowski (2001-2006)
- Roman Giertych (2006-2007)
- Sylwester Chruszcz (2007-2008)
- Mirosław Orzechowski (2008-2009)
- Wojciech Wierzejski (2009)
- Arnold Masin (2009)
- Mirosław Orzechowski (2009)
- Witold Bałażak (depuis 2009)

### Parlementaires et ministres
- Roman Giertych : vice-Premier ministre et ministre de l'Éducation, de 2006 à 2007 dans le gouvernement Kaczyński.
- Rafał Wiechecki : ministre de l'économie navale de 2006 à 2007 dans le gouvernement Kaczyński.

## Résultats électoraux

### Diète
| Année | Voix      | %   | Rang | Sièges   |
| ----- | --------- | --- | ---- | -------- |
| 2001  | 1 025 148 | 7,9 | 6e   | 38 / 460 |
| 2005  | 940 762   | 8,0 | 5e   | 34 / 460 |
| 2007  | 209 171   | 1,3 | 6e   | 0 / 460  |

### Sénat
| Année | Sièges  |
| ----- | ------- |
| 2001  | 2 / 100 |
| 2005  | 7 / 100 |
| 2007  | 0 / 100 |

### Parlement européen
| Année | Voix    | %    | Rang | Sièges  | Groupe  |
| ----- | ------- | ---- | ---- | ------- | ------- |
| 2004  | 969 689 | 15,9 | 2e   | 10 / 54 | IND/DEM |
| 2009  | 83 754  | 1,1  | 8e   | 0 / 50  |         |